# Lęk wysokości (film 1977)
Lęk wysokości – amerykańska satyra komediowa z 1977 w reżyserii Mela Brooksa, parodiująca filmy grozy, zwłaszcza twórczość Alfreda Hitchcocka.

## Główne role
- Mel Brooks – dr Richard H. „Harpo” Thorndyke/Zabójca
- Madeline Kahn – Victoria Brinsbane
- Cloris Leachman – Siostra Charlotte Diesel
- Harvey Korman – dr Charles Montage
- Ron Carey – Brophy
- Howard Morris – dr Victor Lillolman
- Dick Van Patten – dr Wenworth